# 夕暮れにベルが鳴る
『夕暮れにベルが鳴る』（ゆうぐれにベルがなる、原題：When a Stranger Calls）は、1979年制作のアメリカ合衆国のスリラー映画。
アメリカでは非常に有名な都市伝説「ベビーシッターと2階の男」をモチーフとした映画。

## あらすじ
舞台はロサンゼルス。ジルはある邸宅でベビーシッターのアルバイトにつく。その夜、邸宅の主人夫妻の外出後、広い邸内に電話のベルが鳴り響く。ジルが電話をとるが、何も応答がない。だが、それが2、3度続き、今度は「子供の様子を見たか」という男の声が聞こえてきた。
驚いたジルはいたずら電話かと思いながらも、一応警察に通報する。逆探知の結果、なんとその電話は家の中からかかっていることが判明する。その時、2階から忍びよる男の影がジルに近づく。パトロール中の警官クリフォードが男を捕え、ジルは無事だった。しかし、子供たちは無残な死体となって発見された。犯人の力ート・ダンカンは精神異常として死刑を免れ、精神病院に収容された。
それから7年後。ダンカンが精神病院を脱走、今では大企業のエリート幹部の夫人におさまっていたジルのもとに、再びダンカンの影が迫る…。

## キャスト
- ジル・ジョンソン：キャロル・ケイン（吹替：駒塚祐子）
- ジョン・クリフォード：チャールズ・ダーニング（吹替：鈴木瑞穂）
- カート・ダンカン：トニー・ベックリー（吹替：坂口芳貞）
- マンドラキス：カーメン・アルジェンツィアノ（吹替：仲木隆司）
- ガーバー：ロン・オニール（吹替：仁内建之）
- モンク：レイチェル・ロバーツ（吹替：中島喜美栄）
- トレーシー：コリーン・デューハースト（吹替：小原乃梨子）
- チーター：ウォーリー・テイラー（吹替：池田勝）
- スティーヴ：スティーヴン・アンダーソン（吹替：徳丸完）
- シャロン：レノラ・メイ（吹替：江川泰子）
- ビル：リチャード・チャンピオン（吹替：千田光男）
- ステイビー：リチャード・ベイル（吹替：清水マリ）
- メートル・デイ：ランディ・ホランド（吹替：城山知馨夫）
- ルターニャ・アルダ
- ウィリアム・ボイエット

## 続編・リメイク
- 新・夕暮れにベルが鳴る（1993年、テレビ映画） - 同じフレッド・ウォルトン監督、キャロル・ケインとチャールズ・ダーニングが出演。
- ストレンジャー・コール（2006年） - リメイク。

## 関連作品
- 暗闇にベルが鳴る（1974年） - 同じ都市伝説を題材にした映画。
  - ファイナルデッドコール 暗闇にベルが鳴る（2006年） - 上記、「暗闇にベルが鳴る」のリメイク
  - ブラック・クリスマス（2019年） - 上記、「暗闇にベルが鳴る」の再リメイク
- 夕闇にベルが鳴る（2006年） - 同じ都市伝説を題材にした映画。